# Cedenpa
O Centro de Estudos e Defesa do Negro do Pará (Cedenpa) é uma entidade sem fins lucrativos e sem vínculos partidários que desenvolve atividades em defesa dos direitos da população negra do Pará. A sede do Cedenpa está localizada na cidade de Belém, estado do Pará, Brasil.

## Histórico
Foi fundado no dia 10 de agosto de 1980 e legalizado no dia 29 de abril de 1982. A fundação do Cedenpa está relacionada a dois eventos: a participação de um representante do movimento negro do estado do Pará no encontro que foi realizado para a criação do Memorial Zumbi, que ocorreu em Alagoas no ano de 1980 e a aproximação com os trabalhadores do Conselho Indigenista Missionário (CIMI-Pará).

## Fundadoras
Dentre as fundadoras do Cedenpa estão a professora Zélia Amador de Deus e a engenheira agrônoma Raimunda Nilma de Melo Bentes.
Zélia Amador foi a primeira mulher negra à ocupar a posição de reitora no Brasil.  Além do CEDENPA, ela é responsável pela fundação do Grupo de Estudos Afro-Amazônicos (GEAM-UFPA) e em outubro de 2021 recebeu o Prêmio de Direitos Humanos da BrazilFoundation, em Nova York.
Nilma Bentes é escritora, ativista e uma das idealizadoras da Marcha de Mulheres Negras, que aconteceu em Brasília, no ano de 2015.